# Ophioblennius trinitatis
Ophioblennius trinitatis és una espècie de peix de la família dels blènnids i de l'ordre dels perciformes.

## Reproducció
És ovípar.

## Hàbitat
És un peix marí de clima subtropical i associat als esculls de corall que viu entre 0-50 m de fondària.

## Distribució geogràfica
Es troba a l'Atlàntic sud-occidental.